# Lista de pinturas de Johannes Vermeer

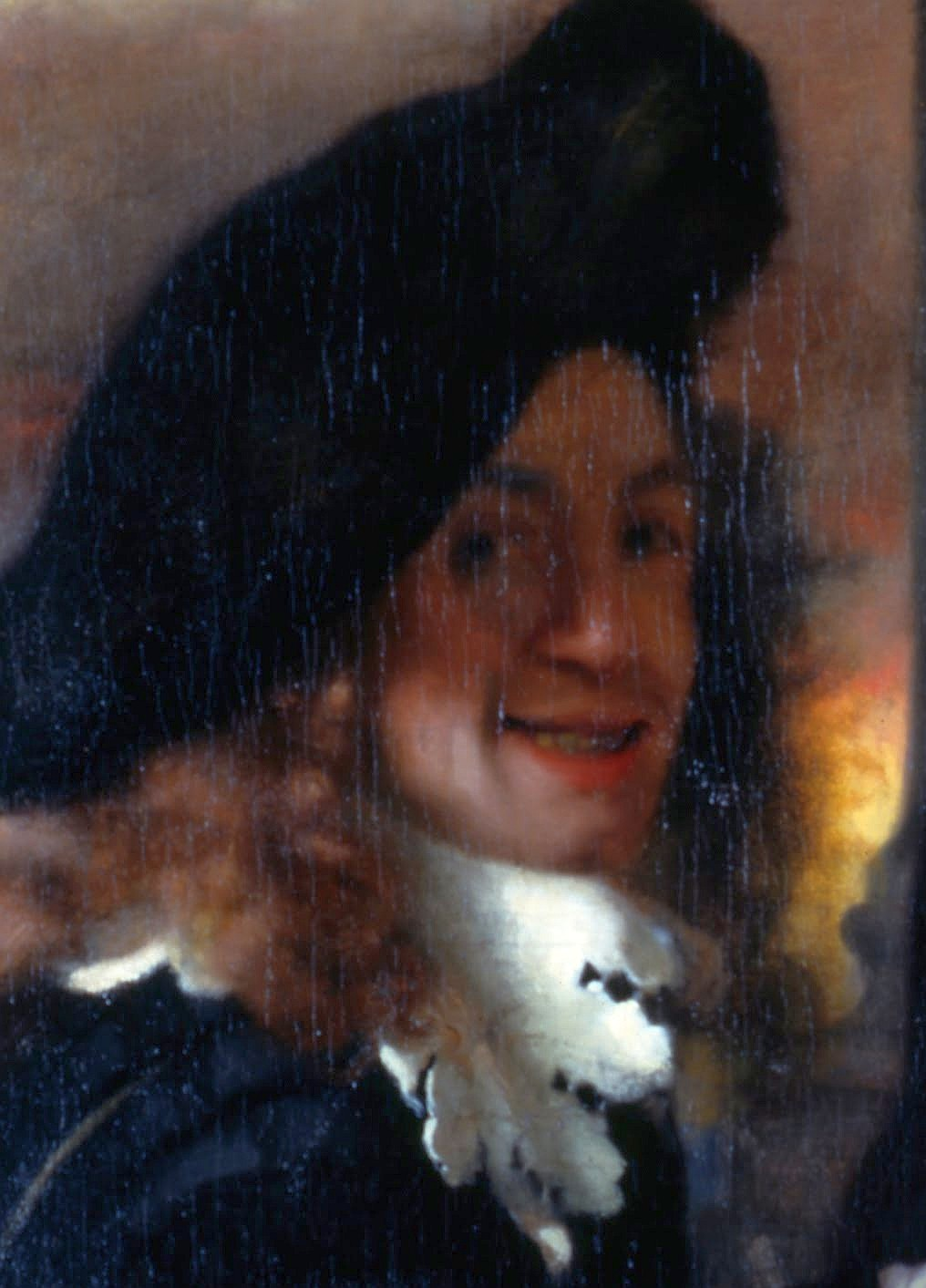
Detalhe de A Alcoviteira (c. 1656), que se acredita ser um autorretrato de Johannes Vermeer

Esta é uma lista de pinturas de Johannes Vermeer, lista das pinturas que geralmente são atribuidas a Johannes Vermeer e que como tal estão registadas na Wikidata. Actualmente são-lhe firmemente atribuídas 34 pinturas, havendo dúvidas quanto a outras três, constando todas desta lista.
A lista está ordenada pela data de criação de cada pintura. Os anos de criação são apenas estimativas para a maioria das pinturas, fornecendo as diferentes fontes geralmente estimativas de datas diferentes, embora não muito divergentes.
Muitas pinturas de Vermeer têm várias designações, podendo essas designações encontrar-se na Wikidata para cada uma das pinturas. Como nas outras listas geradas a partir da Wikidata, os dados cuja designação se encontra em itálico significa que apenas têm ficha na Wikidata, não tendo ainda artigo próprio criado na Wikipédia.
Após duas ou três primeiras obras de pintura de história, Vermeer dedicou-se quase inteiramente a pintura de género, normalmente cenas interiores com uma ou duas figuras. A sua popularidade deve-se menos ao tema do que ao modo poético com que retrata os seus temas. As pinturas de Vermeer da década de 1660 são em geral mais populares do que as da década de 1670 - para alguns, as suas obras finais são mais frias.
A reputação de Vermeer aumentou muito durante a última metade do século XX, período durante o qual o número de pinturas que lhe são atribuídas diminuiu significativamente. Tal deve-se em parte ao fato de Vermeer ter sido um dos artistas que mais foram falsificados, tendo muitas das falsificações sido identificadas. Não são conhecidos desenhos ou pinturas preparatórias das suas obras. Além das pinturas conhecidas listadas abaixo, existem documentos que parecem descrever pelo menos seis outras obras perdidas.
| Imagem | Título                                    | Data de publicação         | Retrata | Coleção                                           | Localização                                          |
| ------ | ----------------------------------------- | -------------------------- | --- | ------------------------------------------------- | ---------------------------------------------------- |
|        | Diana e as Ninfas                         | década de 1650             | Diana ninfa mulher cão rocha árvore | Mauritshuis                                       |                                                      |
|        | O Geógrafo                                | 1668                       | compasso geógrafo(a) globo terrestre tapete oriental Orientalismo mapa interior space | Museu Städel                                      | Frankfurt am Main                                    |
|        | A Alcoviteira                             | 1656                       | taberna louça de Westerwald cistre | Coleções Nacionais de Dresden                     | Dresden                                              |
|        | Santa Praxedes                            | 1655                       | Santa Praxedes | No/unknown value Museu Nacional de Arte Ocidental | Ueno-kōen                                            |
|        | Mulher com colar de pérolas               | década de 1660 1664        | colar de pérolas mulher janela cortina moldura coque chignon | Gemäldegalerie                                    | Berlin-Mitte                                         |
|        | Mulher de azul lendo uma carta            | 1664                       | mulher Mapa da Holanda e da Frísia Ocidental carta | Rijksmuseum Museu de Amesterdão                   | Amesterdão                                           |
|        | A Leiteira                                | 1660                       | capuz jarro prato pão cesto mesa toalha de mesa muro janela leite avental corpete de vestido saia pote de barro panejamento big chest pumpernickel espelho balde aquecedor roda pé empregada doméstica | Rijksmuseum                                       | Amesterdão                                           |
|        | Rapariga com o Brinco de Pérola           | 1665                       | menina pérola brinco cachecol beleza | Mauritshuis                                       | Haia                                                 |
|        | Jovem com uma jarra de água               | 1660                       | mulher jarro janela As Dezassete Províncias dos Países Baixos interior mapa jarro | Metropolitan Museum of Art                        | Manhattan                                            |
|        | A Alegoria da Fé                          | década de 1670             | alegoria globe terrestre mulher livro Crucificação de Jesus crucifixo tapeçaria globo terrestre cálice tabuleiro de damas vidro esfera cadeira serpente sangue maçã interior Cristo                    | Metropolitan Museum of Art                        | Manhattan                                            |
|        | Militar e Moça rindo                      | 1658                       | Mapa da Holanda e da Frísia Ocidental homem mulher cálice janela | The Frick Collection                              | Manhattan                                            |
|        | Vista de Delft                            | década de 1660             | céu nuvem porto Delft Schiedamse poort Rotterdamse Poort Kolk trekschuit trekvaart Nieuwe Kerk Delft reflexão especular                                                                                | Mauritshuis                                       | Haia                                                 |
|        | O Astrónomo                               | 1664                       | astrónomo Globo Celeste de Jodocus Hondius homem astrologia livro instrumento científico tapete pintura Moisés Rio Nilo compasso                                                                       | Departamento de Pinturas do Louvre                | Quartier Saint-Germain-l'Auxerrois Munique Abu Dhabi |
|        | A Ruela                                   | 1657                       | rua mulher casa Vlamingstraat | Rijksmuseum                                       | Amesterdão                                           |
|        | A Arte da Pintura                         | década de 1660             | pintor modelo artístico alegoria mapa sketchbook | Museu de História da Arte em Viena                |                                                      |
|        | Moça com chapéu vermelho                  | 1669                       | mulher | Galeria Nacional de Arte                          | Washington, D.C.                                     |
|        | Senhora escrevendo uma carta com a Criada | 1670                       | mulher carta | Galeria Nacional da Irlanda                       | Dublin                                               |
|        | Moça dormindo                             | 1657                       | mulher porta sono mesa jarra cadeira fruta fruteira interior fruto empregado doméstico | Metropolitan Museum of Art                        | Manhattan                                            |
|        | Moça lendo uma carta à janela             | década de 1650             | menina carta janela Cupido | Coleções Nacionais de Dresden                     | Dresden                                              |
|        | A carta de amor                           | 1668                       | mulher músico instrumento de cordas pintura carta de amor Mapa da Holanda e da Frísia Ocidental | Rijksmuseum                                       | Amesterdão                                           |
|        | O Copo de Vinho                           | século XVII década de 1650 | cortejo sexual beber stained-glass window moldura cadeira homem mulher cálice toalha de mesa | Gemäldegalerie                                    | Berlin-Mitte                                         |
|        | Mulher com alaúde                         | 1662                       | alaúde mulher músico Europae nova descriptio janela interior mapa | Metropolitan Museum of Art                        | Manhattan                                            |
|        | Uma senhora escrevendo uma carta          | década de 1660             | bico de pena pérola | Galeria Nacional de Arte                          | Washington, D.C.                                     |
|        | Cristo na Casa de Marta e Maria           | década de 1650             | Jesus Santa Marta Maria de Betânia pão cesto headscarf | Galeria Nacional da Escócia                       | City of Edinburgh                                    |
|        | Retrato de uma jovem                      | 1665                       | mulher retrato | Metropolitan Museum of Art                        | Manhattan                                            |
|        | Mulher Segurando uma Balança              | 1665                       | mulher balança mesa pintura janela | Galeria Nacional de Arte                          | Washington, D.C.                                     |
|        | O concerto                                | 1663                       | A Alcoviteira músico mulher homem sentado de pé virginal alaúde mesa tapete oriental | Museu Isabella Stewart Gardner No/unknown value   |                                                      |
|        | Moça com Copo de Vinho                    | década de 1650 1659        | cálice vitral mulher Red Dress laranja homem | Herzog Anton Ulrich-Museum                        | Brunsvique                                           |
|        | A Rendeira                                | 1669                       | rendeira | Departamento de Pinturas do Louvre                | 1.º arrondissement de Paris                          |
|        | Lição de música interrompida              | 1660                       | | The Frick Collection                              | Manhattan                                            |
|        | Senhora tocando virginal                  | década de 1670             | | National Gallery                                  | Pommersfelden Cidade de Westminster                  |
|        | A lição de música                         | 1662                       | tapeçaria espelho janela professor aluno jarro | Royal Collection                                  | Cidade de Westminster                                |
|        | Senhora de pé tocando virginal            | década de 1670             | | National Gallery                                  | Cidade de Westminster                                |
|        | A Senhora e a Criada                      | 1666                       | mulher empregado doméstico | The Frick Collection                              | Manhattan                                            |
|        | A Guitarrista                             | 1672                       | | Kenwood House Iveagh Bequest, 1929                | Hampstead                                            |
|        | Jovem sentada ao virginal                 | 1670                       | mulher virginal | Leiden Collection                                 | Nova Iorque                                          |
|        | A Lady Playing the Guitar                 | década de 1670             | | Museu de Arte de Filadélfia                       | Filadélfia                                           |

∑ 37 items.